# Aalstreep

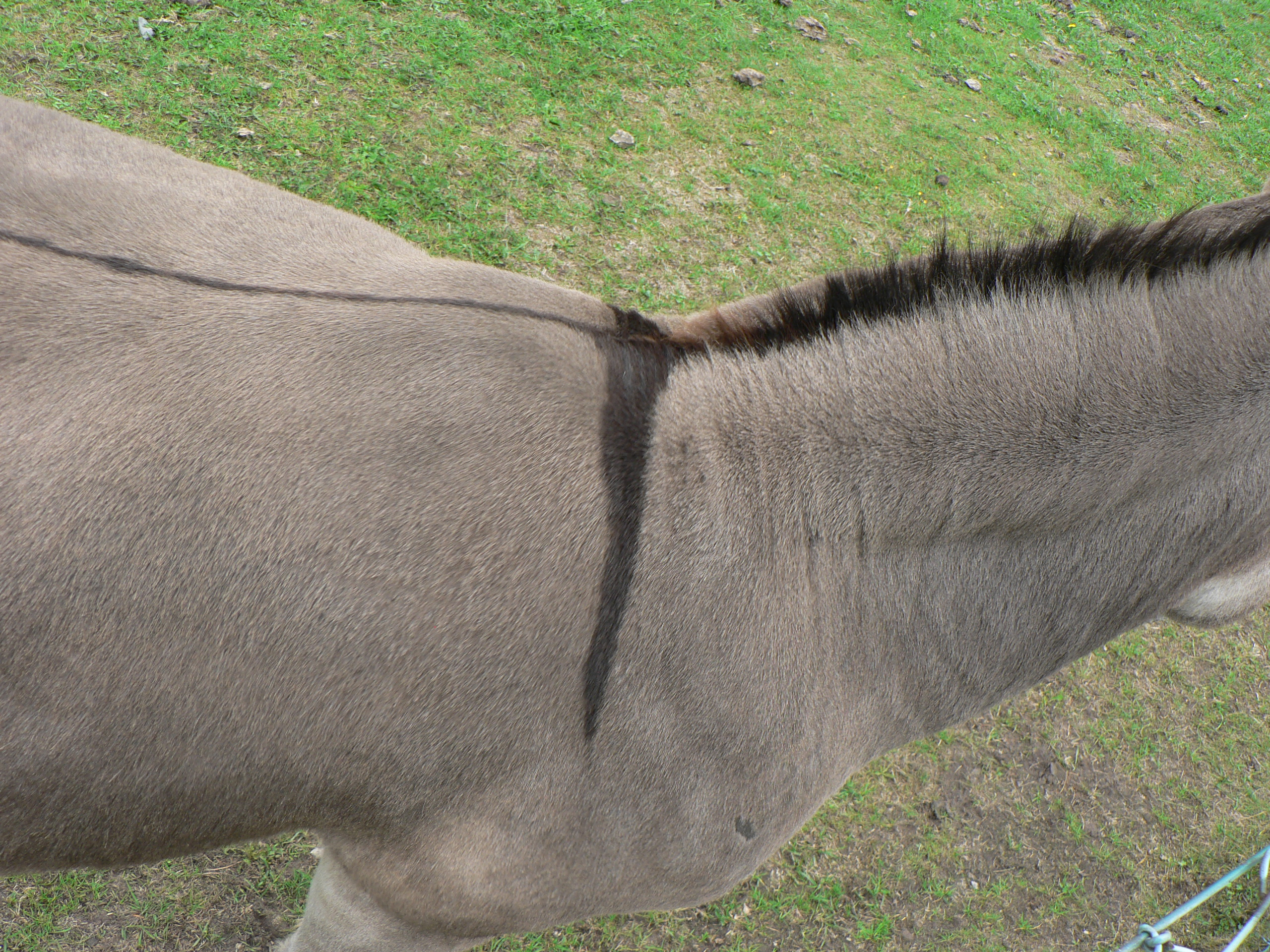
Aalstreep bij een ezel

Een aalstreep is een donker gekleurde streep in de vacht over de volledige lengte van de rug van een dier, in het bijzonder een hoefdier. De aalstreep is een kenmerkende aftekening in de primitieve vachtkleur bij paarden die 'wildkleur' genoemd wordt en bij het primitieve gen non-dun 1 welke wel de primitieve aftekeningen geeft maar geen verdunningseffect geeft zoals bij het dun gen dat wildkleur veroorzaakt. Bij primitieve ezels vormt deze streep een kruis op de schoft met strepen die aan weerszijden afdalen in de richting van de voorpoten.  
De oorsprong van deze donkere streep, die ook bij geiten en andere niet-paardachtigen in het oorspronkelijke vachtkleed voorkomt, ligt in een typisch migratiepatroon van pigmentcellen (melanocyten) tijdens de ontwikkeling van het embryo. 
Voor de wildkleur is verder kenmerkend dat bij de meeste dieren zogenaamde 'zebrastrepen' voorkomen aan de benen. Ook een vaalbruine vacht met tweekleurige manen zijn kenmerkend voor de wildkleur. Door fokselectie op vachtkleur zijn de meeste modernere paardenrassen deze aftekening kwijtgeraakt. Rassen die deze primitieve aftekening nog wel vertonen zijn bijvoorbeeld het fjordenpaard, de konik, de sorraia, de dülmener en het przewalskipaard.
Onderzoekers van onder andere de Zweedse Uppsala Universiteit concludeerden eind 2015 dat verkleuringen van het haar op de aalstreep bij paarden veroorzaakt zijn door mutatie van het gen TBX3.

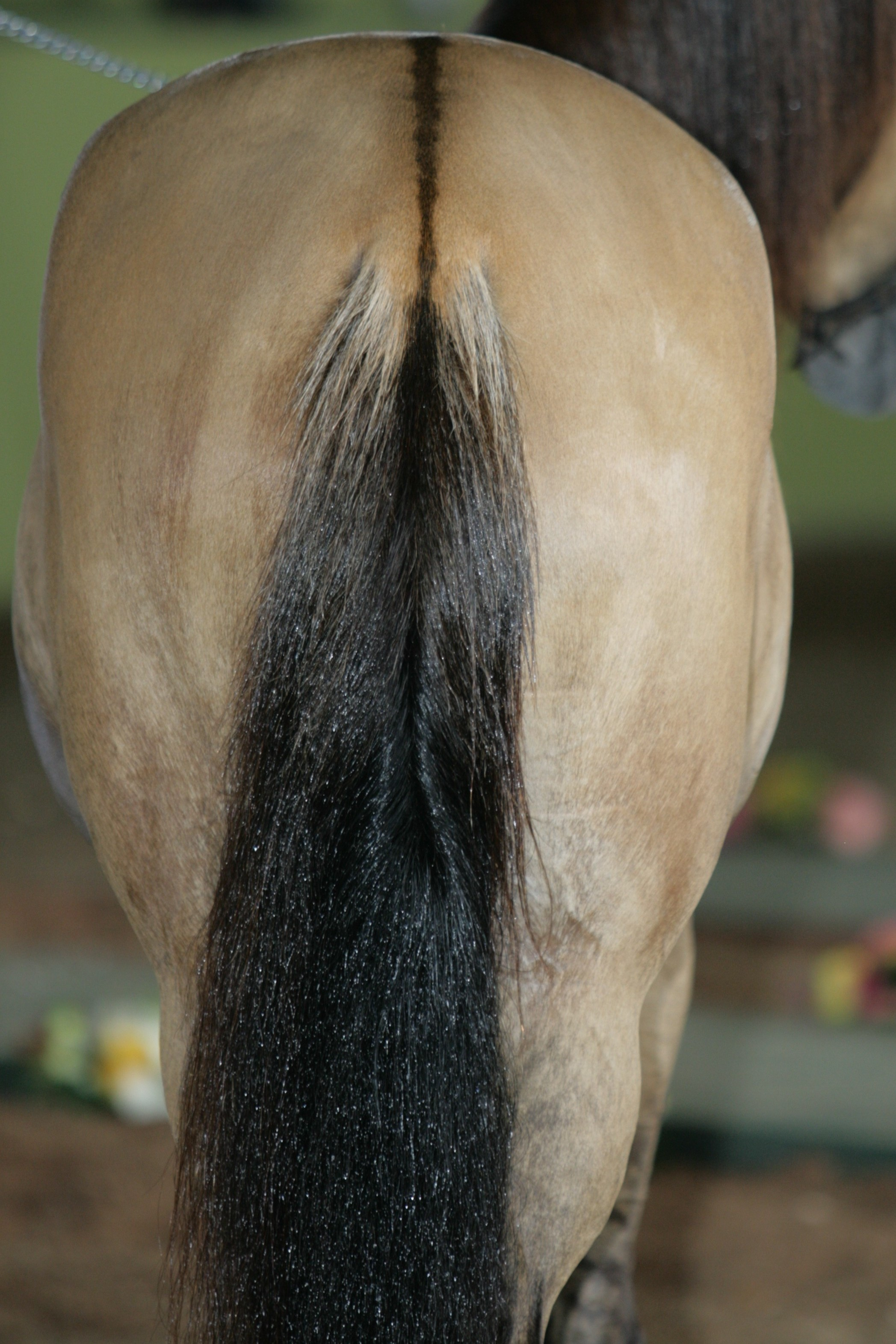
Aalstreep
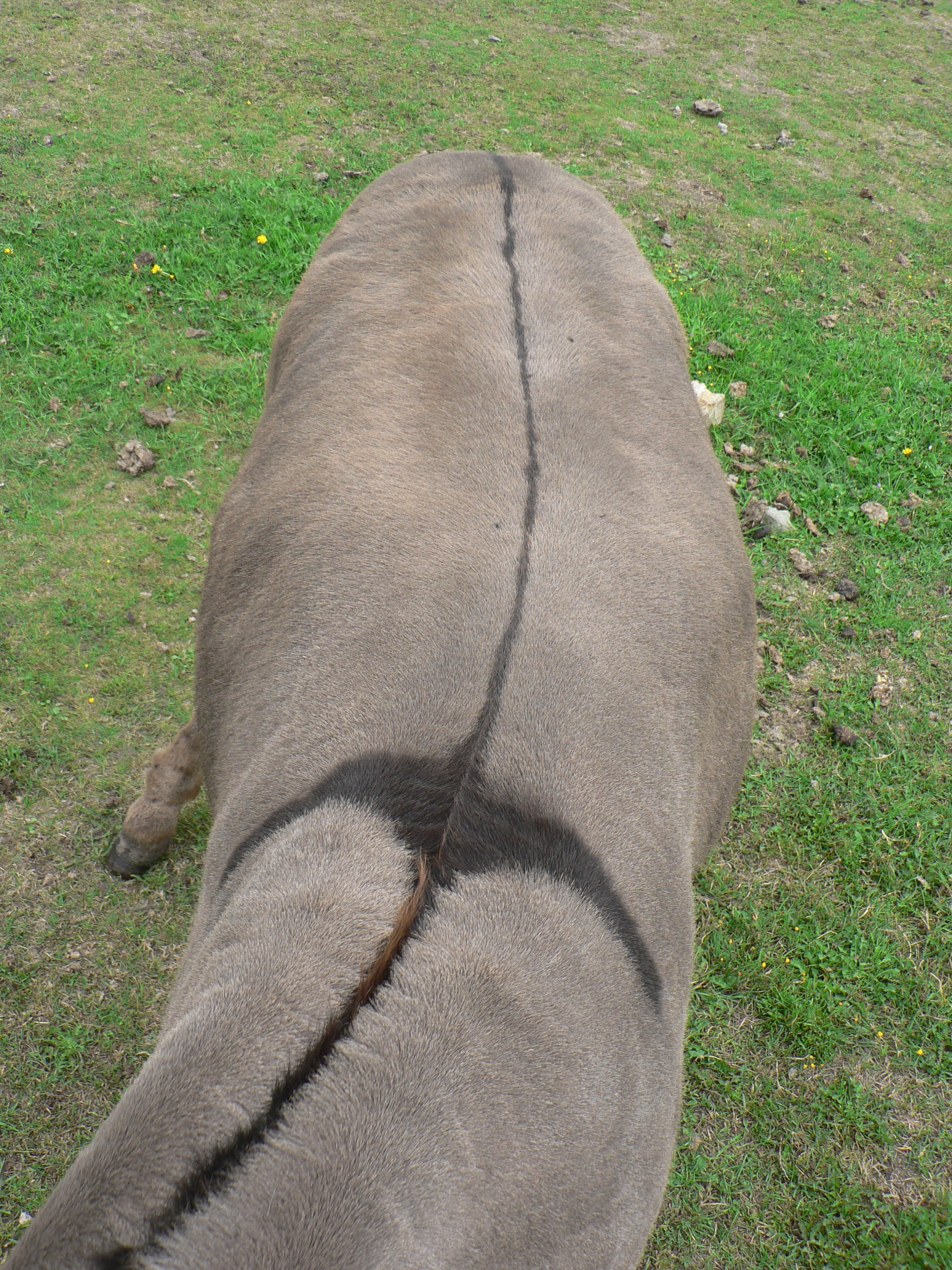
Aalstreep bij een ezel
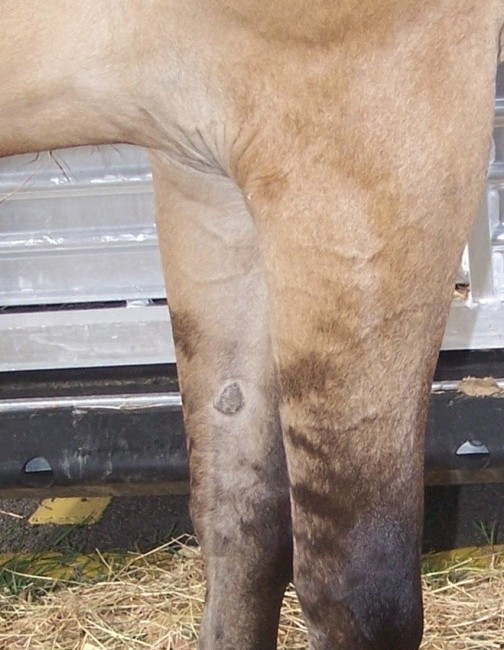
Zebrastrepen (paard)
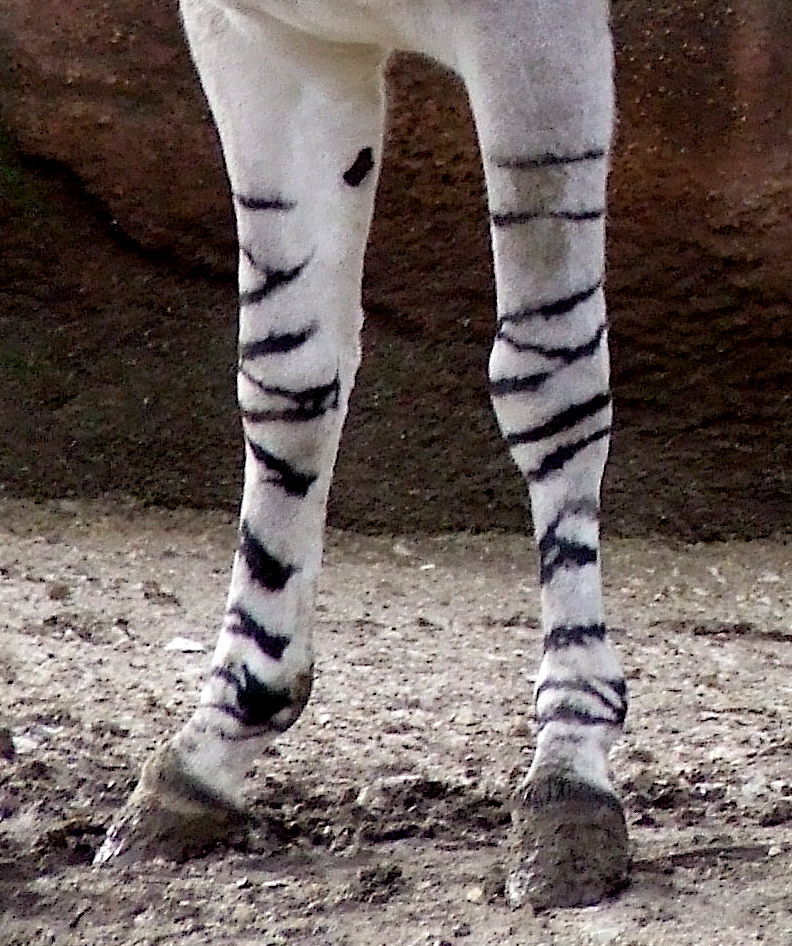
Afrikaanse wilde ezel
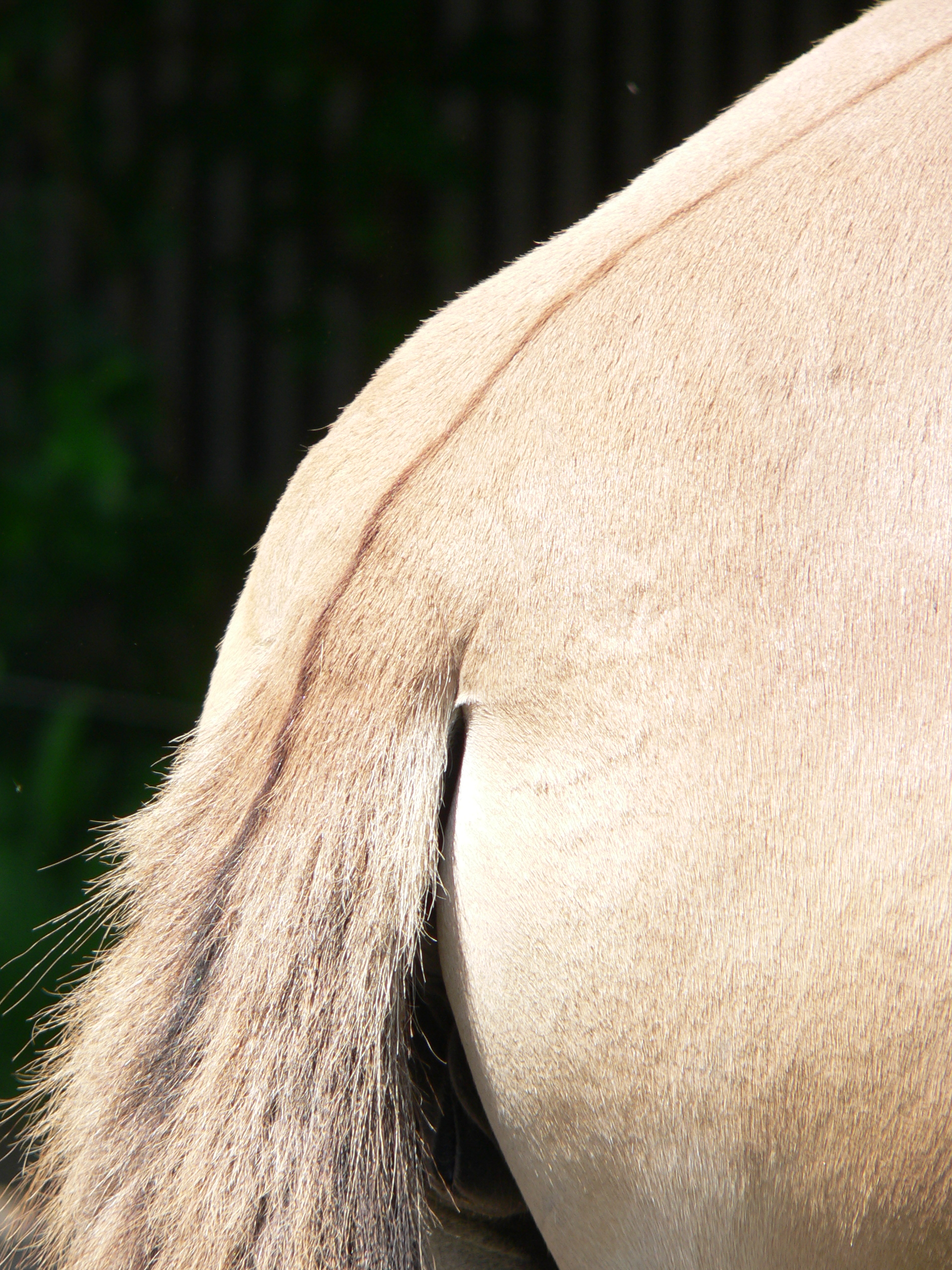
Przewalski
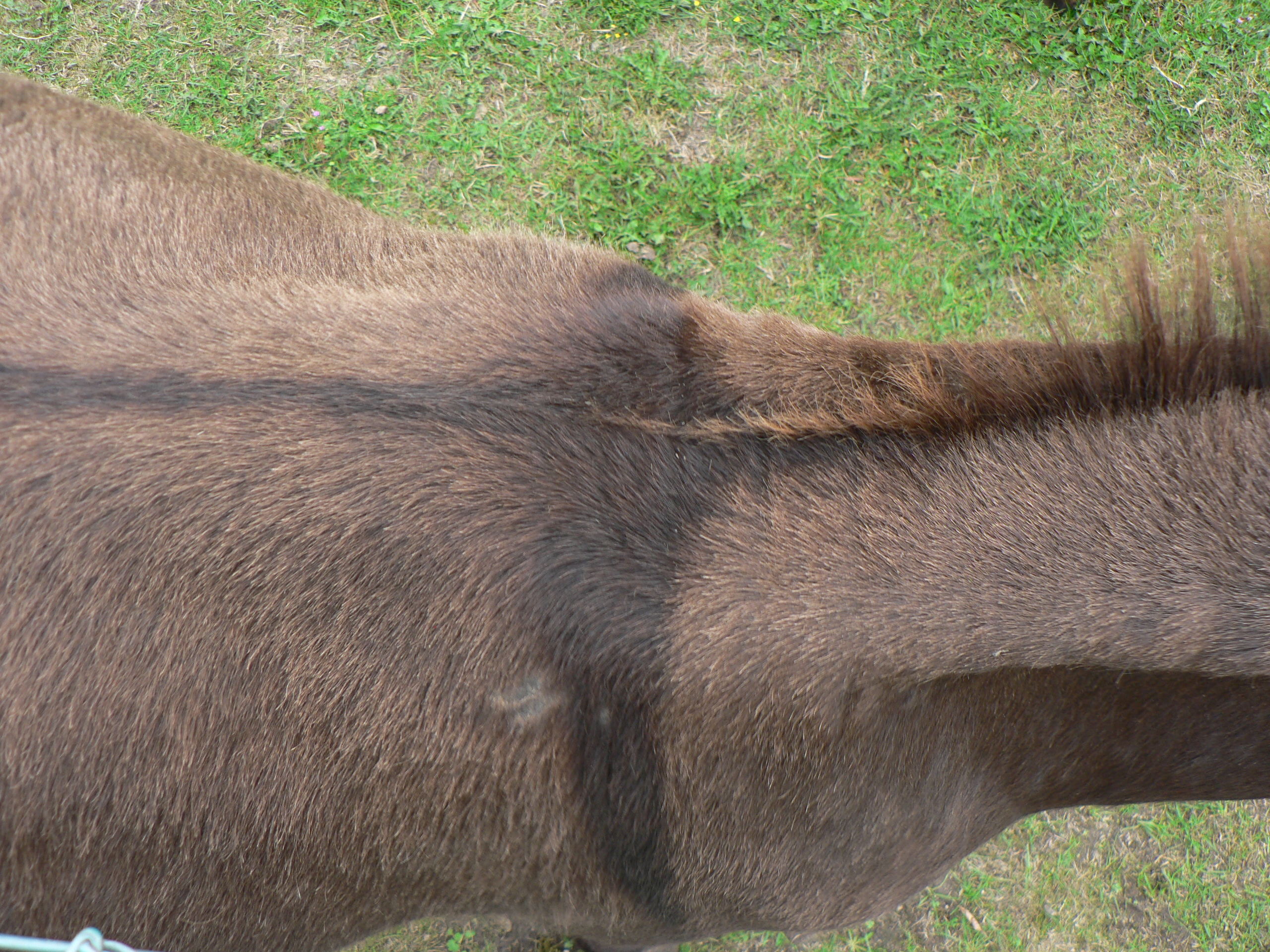
Aalstreep bij een ezel
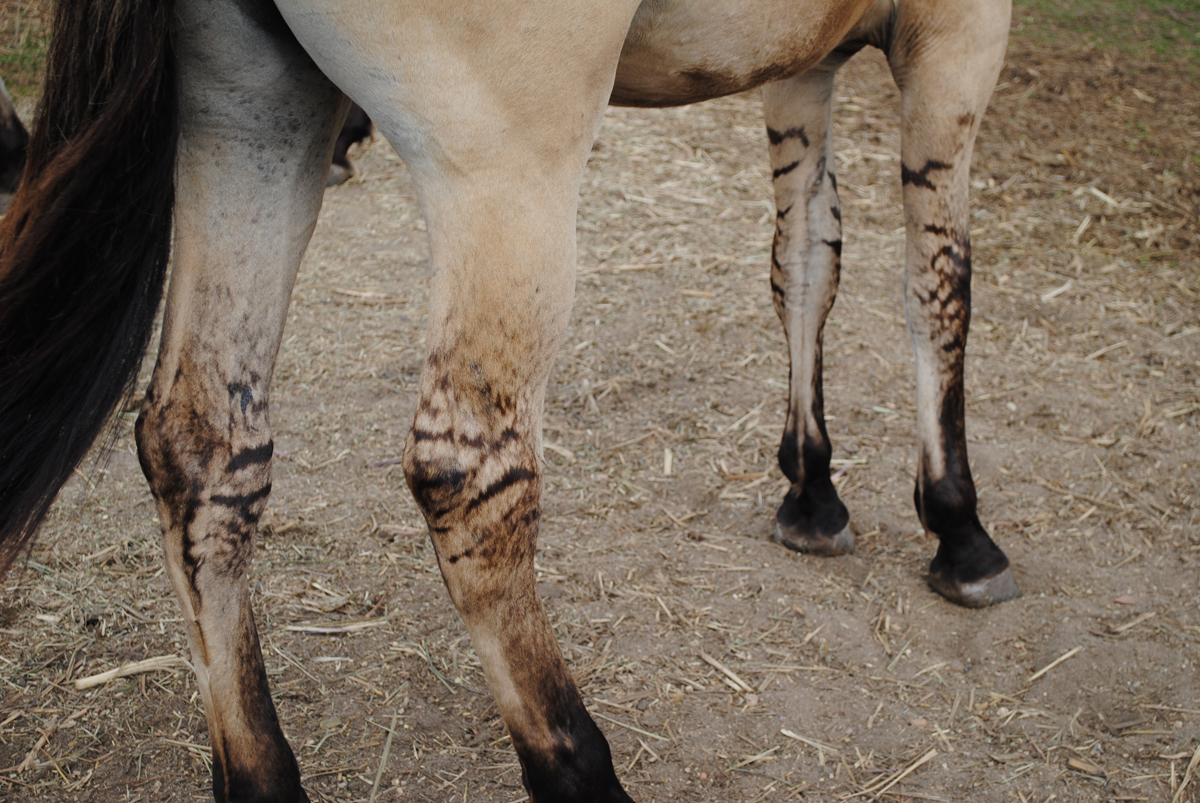
Zebrastrepen (paard)
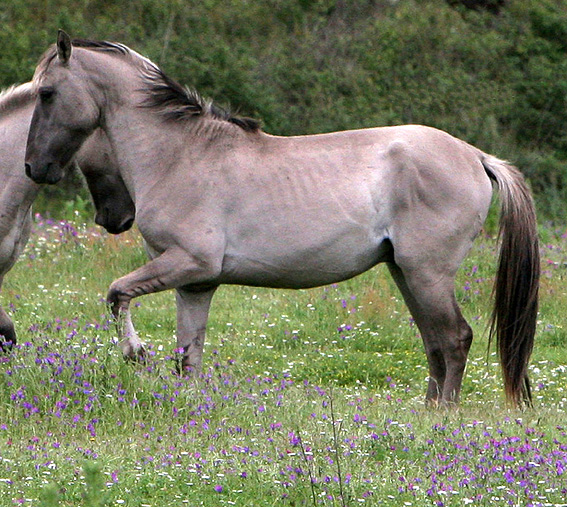
Zebrastrepen (Sorraia)